# Tonalita

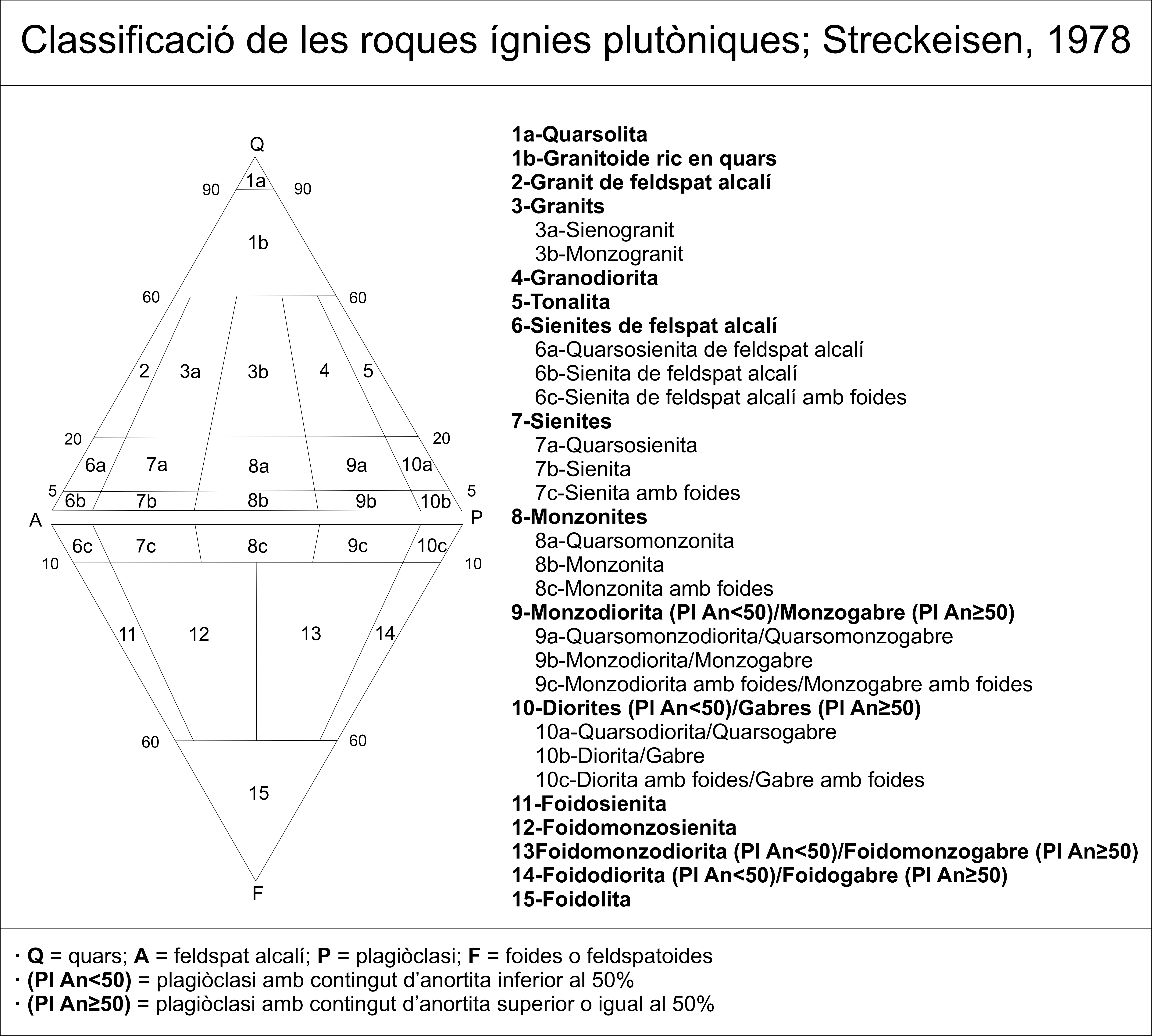
Classificació de les roques ígnies plutòniques segons Streckeisen 1978. La tonalita es troba al lloc 5.

La tonalita és una roca ígnia plutònica composta de quars i plagioclasa, hornblenda i biotita. També conté ortosa però en quantitats menors. Va ser descrita per primera vegada al mont Adamello, als Alps italians, i el seu nom prové del poblat de Tonale, proper al lloc de la seva primera descripció. La plagioclasa pot arribar a compondre més de la meitat de la roca.
Una varietat de la tonalita és la trondhjemita, la qual es caracteritza per no tenir hornblenda.